# Строевичи
Строевичи — деревня в Торжокском районе Тверской области. Входит в состав Сукромленского сельского поселения.

## История
На карте Мёнде Тверской губернии деревня подписана как Строевицы и имеет 7 дворов.
Согласно «Списку населенных мест Новторжского уезда» от 1859 года деревня Строевицы — владельческая, при колодце, в 28 верстах от уездного города и в 28 верстах от станового квартала имеет 7 дворов, 22 души мужского пола и 29 душ женского пола.
В 1889 году века деревня Строевицы относилась к Сукромленской волости Новоторжского уезда.
По епархиальным спискам за 1901 и 1914 гг жители деревни являлись прихожанами церкви Петра и Павла села Загорье.
В 1936—1963 году деревня входила в Васильцевский сельсовет Высоковского района Калининской области.
До 1995 года деревня входила в Альфимовский сельсовет.
До 2005 года деревня входила в состав Альфимовского сельского округа.

## Население
На начало 2008 года население деревни — 1 житель.
| 2010 |
| ---- |
| 1    |